# Gordon Hamilton Seath
Gordon Hamilton Seath, britanski general, * 1886, † 1952.